# Route européenne 19
Pour les articles homonymes, voir E19 et Route 19.
Ne doit pas être confondu avec la route européenne 019, située au Kazakhstan.
La route européenne 19 (E19) est une route reliant Amsterdam (Pays-Bas) à Paris (France) en passant par Bruxelles (Belgique). Elle est la route la plus fréquentée d'Europe, en ce qui concerne le trafic routier.

## Tracé

### Pays-Bas

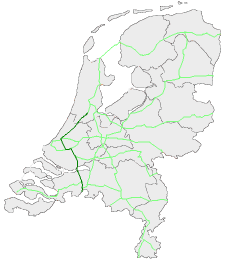
Tracé de l'E19 aux Pays-Bas.

Aux Pays-Bas, la route européenne 19 relie Amsterdam à Bréda. La route se confond avec les autoroutes suivantes :
| (Auto)route | Tracé                      | Villes traversées | Routes européennes croisées |
| ----------- | -------------------------- | ----------------- | --------------------------- |
|             | Entre Amsterdam et La Haye | Leyde             | à Amsterdam à La Haye       |
|             | Entre La Haye et Rotterdam |                   |                             |
|             | Rotterdam                  |                   | Tronc commun                |
|             | Entre Rotterdam et Bréda   | Dordrecht         | à Rotterdam à Bréda         |

### Belgique

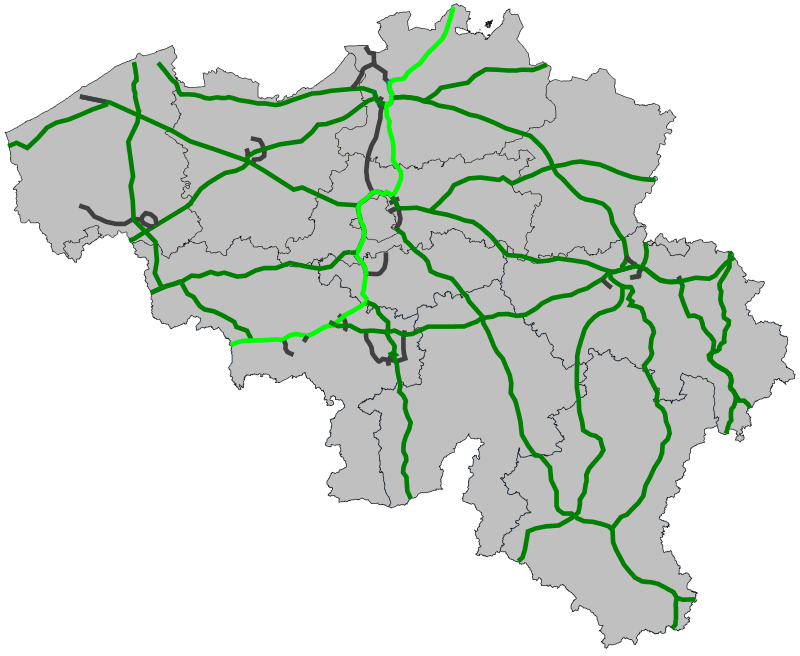
Tracé de l'E19 en Belgique.

En Belgique, la route européenne 19 relie Meer à Hensies. La route emprunte les itinéraires suivants :
| (Auto)route | Tracé                      | Villes traversées | Routes européennes croisées |
| ----------- | -------------------------- | ----------------- | --------------------------- |
|             | Entre Meer et Bruxelles    | Anvers            | à Anvers                    |
|             | Autour de Bruxelles        |                   | à Bruxelles près de Hal     |
|             | Entre Bruxelles et Hensies | Nivelles, Mons    | à Nivelles autour de Mons   |

### France
En France, la route européenne 19 relie Condé-sur-l'Escaut à Paris. La route emprunte les itinéraires suivants :
| (Auto)route | Tracé                               | Villes traversées      | route européennes croisées                                          |
| ----------- | ----------------------------------- | ---------------------- | ------------------------------------------------------------------- |
| A 2         | Entre Condé-sur-l'Escaut et Combles | Valenciennes, Cambrai  | à Cambrai                                                           |
| A 1         | Entre Combles et Paris              | Compiègne, Saint-Denis | entre Combles et Gonesse à Ablaincourt-Pressoir à Compiègne à Paris |